# A-1227
La A-1227 es una carretera autonómica de segundo orden situada en la Comunidad Autónoma de Aragón, en la provincia de Huesca. Empieza en el kilómetro 203 de la N-240 y termina a la altura de Bierge. Tiene una longitud de aproximadamente de 41 km.
Engloba a los municipios de Loporzano, Casbas de Huesca y Bierge.

## Poblaciones

### Loporzano
- Bandaliés ( N-240 ), Sipán, Los Molinos, La Almunia del Romeral, Loscertales, Coscullano, Aguas ( A-1228 )

### Casbas de Huesca
- Panzano, Santa Cilia, Bastarás

### Bierge
- Yaso, Morrano, San Román, Bierge ( A-1229  y  A-1230 )

## Enlaces
- N-240
- HU-330  Loporzano
- HU-V-3314  Ayera
- HU-V-3312  Arbaniés
- HU-V-3311  Ibieca y Liesa
- A-1228  Labata y Sieso de Huesca
- A-1229  y  A-1230

- Datos: Q5653190
- Multimedia: A-1227 / Q5653190